# René Cabrera
René Cabrera (ur. 21 października 1925) – boliwijski piłkarz, reprezentant kraju. Podczas kariery piłkarskiej występował na pozycji pomocnika.

## Kariera piłkarska
Podczas kariery piłkarskiej René Cabrera występował w klubie Club Jorge Wilstermann.

## Kariera reprezentacyjna
René Cabrera występował w reprezentacji Boliwii w latach 1949–1953.
W 1949 roku po raz trzeci wziął udział w Copa América na której Boliwia zajęła czwarte miejsce a Cabrera wystąpił we sześciu meczach turnieju z Chile, Brazylią, Urugwajem, Ekwadorem, Peru i Kolumbią.
W 1950 wziął udział w mistrzostwach świata, gdzie był rezerwowym i nie wystąpił w jedynym meczu Boliwii z Urugwajem.
W 1953 roku po raz czwarty wziął udział w Copa América na której Boliwia zajęła szóste, przedostatnie miejsce a Cabrera wystąpił w pięciu meczach turnieju z: Peru, Urugwajem, Brazylią, Ekwadorem i Paragwajem..